# Úrsula Prats
Úrsula Prats (Cidade do México, 4 de fevereiro de 1960) é uma atriz mexicana.

## Filmografia

### Televisão
| Ano       | Telenovela                     | Personagem                            |
| --------- | ------------------------------ | ------------------------------------- |
| 2012-2013 | Como dice el dicho             | Estrella / Celia                      |
| 2010-2011 | Triunfo del amor               | Roxana de Alba                        |
| 2010      | Hasta que el dinero nos separe | Manuela Olivares "La Sargenta"        |
| 2009      | Mi pecado                      | Matilde Molina Vda. de Mendizábal     |
| 2008-2009 | Un gancho al corazón           | Jacqueline Moncada de Lerdo de Tejada |
| 2007      | Tormenta en el paraíso         | Luisa Linares Vda. de Durán           |
| 2006      | La hija del mariachi           | Gabriela de Sanchez                   |
| 2001      | Como en el cine                | Nieves Vda. de Borja                  |
| 1999      | Besos prohibidos               | Dora Elena                            |
| 1998      | Azul tequila                   | Hilda                                 |
| 1986      | Monte calvario                 | Olivia Montero                        |
| 1985      | Tú o nadie                     | Maura/Laura                           |
| 1983      | Pobre señorita Limantour       | Greta Torreblanca                     |
| 1983      | Amor ajeno                     | Ursula Enriquez                       |
| 1982      | Quiéreme siempre               | Giuliana                              |
| 1980      | Al final del arco iris         | Alejandra                             |
| 1980      | Conflictos de un médico        | Patricia                              |
| 1980      | Secreto de confesión           | Carmela                               |

### Cinema
- Contrabando y muerte (1986)
- Judicial 2 (1985)
- No vale nada la vida (1984)
- El barrendero (1982)
- 357 Magnum (1979)